# 2022년 카자흐스탄 시위
2022년 카자흐스탄 시위(카자흐어: 2022 жылғы Қазақстандағы наразылық шаралары)는 카자흐스탄 정부에 따르면 높은 수요와 가격 담합의 영향으로 가스 가격이 급격하게 급등한 이후인 1월 2일에 시작되었다. 시위는 석유 생산 도시인 자나오젠에서 시작되었지만, 정부를 향한 카자흐스탄 국민들의 불만 증가와 경제적 불평등으로 카자흐스탄 전역의 다른 도시들, 특히 가장 큰 도시인 알마티로 빠르게 확산되었다.
카자흐스탄 정부와 누르술탄 나자르바예프 전 대통령을 향한 거센 불만은 대규모 시위에도 영향을 미쳤다. 카자흐스탄에는 카자흐스탄 정부에 반대하는 명망이 있는 야당이 없기에 시민들이 직접 모인 것으로 보인다. 이를 향한 대응으로 카심조마르트 토카예프 대통령은 2022년 1월 5일부터 망기스타우주와 알마티에 비상사태를 선포했다. 마민 내각은 같은 날 사임했다. 긴급사태는 곧 카자흐스탄 전역으로 확대됐다. 토카예프의 요청에 따라 러시아. 아르메니아, 벨라루스, 키르기스스탄, 타지키스탄, 카자흐스탄을 포함한 동맹국들의 군사 동맹인 집단 안보 조약 기구 (CSTO)는 카자흐스탄에 군대를 배치하는 데 동의했다. 집단 안보 조약 기구는 카자흐스탄에서 벌이는 작전이 평화 유지를 목표로 하고 있다고 선언하였다. 카자흐스탄 경찰은 "수십명에 달하는 공격자들이 제거됐다"고 밝혔으며, 나자르바예프 전 대통령은 카자흐스탄 안전 보장 이사회 종신이사장직에서 해임됐다.
토카예프 대통령은 리터당 50텡게인 차량용 액화석유가스 (LPG) 가격 상한선이 향후 6개월 동안 회복될 것이라고 말했다. 토카예프는 1월 7일, 성명으로 "전국의 헌법질서가 크게 회복됐다"고 말했다. 토카예프는 또한 카자흐스탄군에 치명적인 무력을 사용하도록 명령하고 시위하는 자는 경고 없이 사살하라는 지시를 승인했으며, 시위대를 "도적과 테러리스트들"이라고 부르며 무력 사용은 계속해서 "시위대를 말살할 것"이라고 말했다.

## 배경
소련 해체 이후, 소련의 전 정부와 관련이 있는 부유한 사람들은 특혜를 받아 귀중한 자원이 있는 지역의 토지 소유권을 확보하고 사유화하여 부를 얻었다. 누르술탄 나자르바예프는 소련 해체 이후 카자흐스탄의 초대 대통령이 되었으며, 1990년부터 2019년까지 카자흐스탄을 통치하였다. 이 기간 동안 국제 관찰자들은 카자흐스탄에서 열리는 어떤 선거도 공정하다고 인정하지 않았다. 텔레그래프가 보도한 내용에 따르면, 나자르바예프는 권위주의, 족벌주의로 국가를 통치하고 정적들을 구금하였다고 한다. 
이 기간 동안 카자흐스탄은 2010년대 중반에 유가가 하락할 때까지 석유 생산이 경제 성장의 큰 비중을 차지하면서 중앙아시아에서 가장 괄목한 경제 성장을 이룩한 나라가 되었다. 또한 카자흐스탄은 영토 내에 세계 우라늄 자원의 약 40%를 보유하고 있는 자원 부국이다. 이러한 성장에도 카자흐스탄에서 일반 개인의 최저 임금은 월 100달러 미만이었으며, 경제적 불평등이 만연해 있어 경제 혜택이 인구 전체에 걸쳐 공유되지 않았다. 2012년, 세계경제포럼은 부패를 카자흐스탄에서 가장 큰 문제로 꼽았고, 세계은행은 카자흐스탄을 앙골라, 볼리비아, 케냐, 리비아와 동등한 부패 핫스팟으로 꼽았다. 2013년 아프텐포스텐은 인권 운동가이자 변호사인 데니스 히바가(Denis Jivaga)의 말을 인용하여 "카자흐스탄에는 석유 기금이 있지만, 그 수입이 어떻게 쓰이는지는 아무도 모른다."고 말했다. 다양한 국제 은행 스캔들 이후, 부유한 카자흐인들은 외국, 특히 영국으로 이주했다. 2018년, 크레디트 스위스는 카자흐스탄을 자산 분배에서 174개 국가 가운데 169위로 선정했다. 2022년 기준으로 부유한 카자흐인 162명이 국가 부의 55%를 차지하고 있는 것으로 나타났다.

### 자나오젠 파업
망기스타우주의 석유 생산 도시 자나오젠은 파업과 시위를 치른 역사를 가지고 있다. 2011년, 카자흐스탄 독립기념일 20주년을 맞아 도시에서 소요가 일어나 16명이 사망하고 100명이 부상을 입었다. 카자흐스탄 보안군은 더 나은 근무 조건을 요구하는 시위대에게 발포했다. 이 기간 동안 자나오젠의 흔한 차량 연료인 부탄과 프로판을 액화석유가스 (LPG) 1리터의 가격은 약 30~35 텡게였으며, 이후 여러 차례 물가가 상승했다.
2018년에도 시위가 재차 일어났으나 나자르바예프 정부에 진압되었고, 이후 나자르바예프는 종신 카자흐스탄 안전 보장 이사회 이사장이 되었다.
카자흐스탄 정부는 2019년 1월부터 국가 가스 보조금 정책을 차츰 종료하고 대신 시장이 가격을 결정할 수 있도록 LPG의 전자 시장 거래 전환 정책을 단계별로 수행했으며, 유라시아네트에 따르면 결과적으로 LPG 가격이 인상되었다.
2020년 1월, 자나오젠에서 도시 주민들이 55텡게에서 65텡게로 인상된 휘발유 가격의 인하를 요구하는 시위가 열렸다. 이 해에 코로나19 범유행이 카자흐스탄 경제에 영향을 미치면서 긴축 정책과 카자흐스탄 정부의 부적합한 경기 부양책으로 인플레이션과 임금 정체가 초래되었다.
자나오젠 시위대에 따르면, 2022년 1월 1일부터 LPG 가격이 거의 두 배 가까이 치솟아 리터당 120텡게(리터당 0.24 유로 , 갤런당 US$1.06)에 달했으며, 이는 시민들의 분노를 불러일으켰다. 전 대통령 누르술탄 나자르바예프, 국가의 과두제, 부패, 경제적 불평등을 향한 더 많은 불만으로 더욱 규모가 큰 시위가 촉발되었다.

## 시위

### 1월 2일
카자흐스탄 서부 자나오젠의 주민들이 38텡게였다가 120텡게까지 갑작스럽게 급격하게 인상된 LPG 가격에 항의하여 도로를 차단하고 시위를 벌였다. 이 지역에서 가스 가격에 항의하여 벌어진 시위는 2020년 1월에 이미 있었으나 가격 인상이 2년간 계속 지속된 것이다. 카자흐스탄 서부의 다른 도시인 악타우에서도 같은 이유로 시민들이 길거리에 쏟아져 나와 대규모 시위를 벌였다.

### 1월 3일
자나오젠의 시위대는 밤을 샌 뒤 시위를 지속적으로 이어 나갔으며 가스 가격을 인하할 것을 요구했을 뿐만 아니라 정치적인 요구도 서슴치 않았다. 시위에 결집한 인원들은 약 1천명에 달한 것으로 추정되었으나 당시에 경찰이 시위에 개입하지는 않았다고 하며, 시위대는 카자흐스탄 대통령인 카심조마르트 토카예프가 지방 정부의 수장은 국민이 선출해야 한다고 공약했던 것을 언급하며 정치 체제의 개혁을 적극적으로 요구하였다.

### 1월 4일

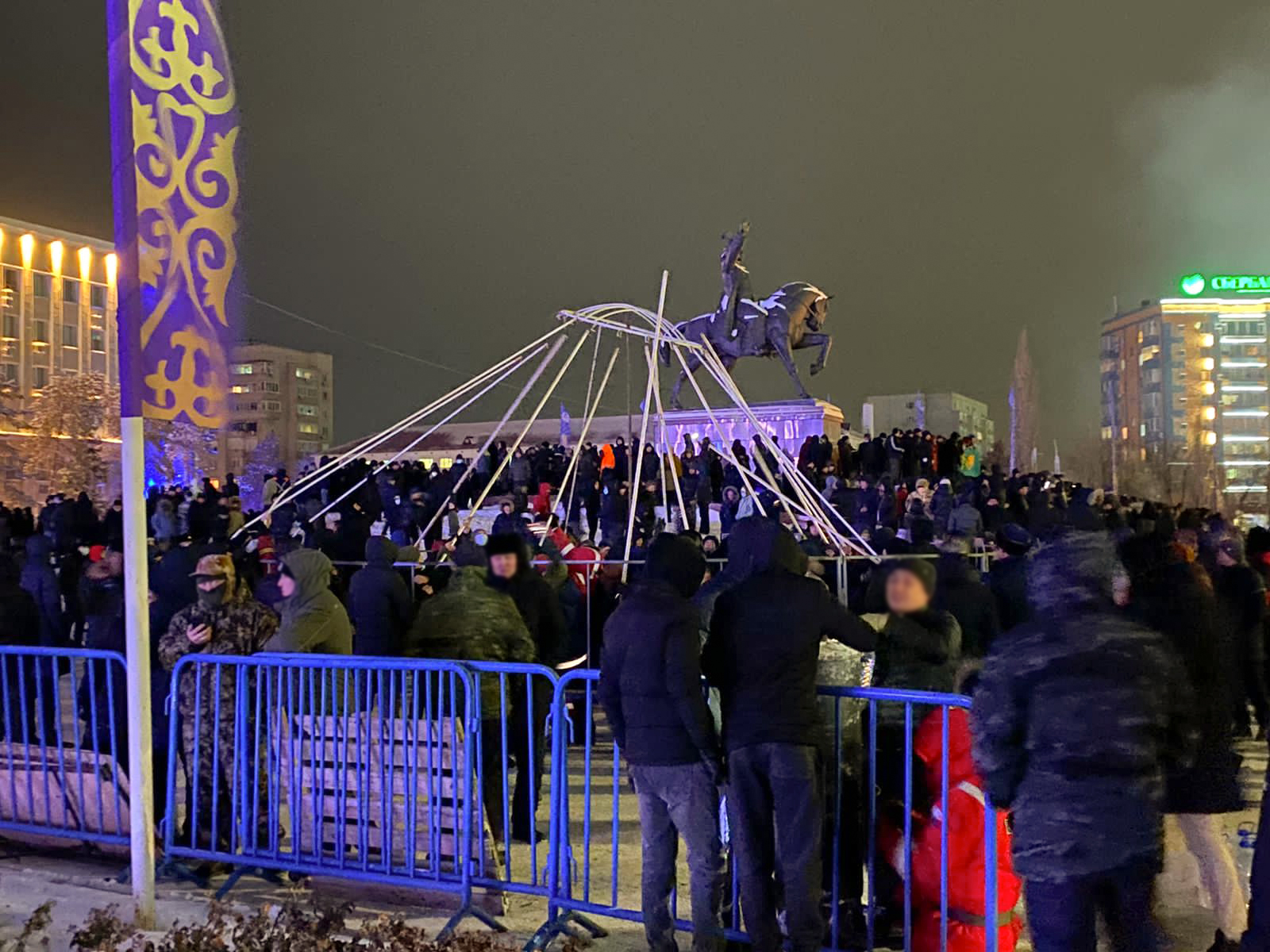
1월 4일, 악퇴베에서 유르트를 설치하는 시위대

3일까지 일부 도시에 국한되었던 시위는 이날을 기점으로 하여 전국적 확산에 접어들었다. 우랄스크에서는 새벽부터 80여 명의 차주들이 중앙 광장에 모여 가스 가격 인하를 요구하였는데, 당국은 즉시 이를 불법 집회로 규정하였다. 그러나 같은 날 정오에 약 500명의 시위대가 많이 쏟아져 나와 고속도로의 통행을 차단하려 시도하였다. 알마티에서는 반체제 시인인 아론 아타베크 (아론 카비슐리 예디게예프, Арон Қабышұлы Едігеев)의 40일 추도식이 끝나가는 상황 속에서 자나오젠의 시위를 지지하려던 여러 활동가들이 체포, 구금되었다. 타라즈에서는 망기스타우주 지역의 시위대와 연대하기 위해 모인 주민 및 언론인들이 구금되는 일이 발생하였다. 일부 수감자들은 경찰에 당장 석방을 요구했다. 악퇴베에서는 시위대가 경찰이 정한 경계선을 돌파하고 지역 행정부 건물을 향해 행진했으며 약 50명이 구금되었다. 아티라우 지역의 유전 노동자들은 파업을 선언하고 망기스타우의 시위대를 지지하는 집회를 열었다. 악타우에서는 6천명에 달하는 시위대가 광장을 메우고 가스 가격 반값 인하와 카심조마르트 토카예프 대통령이 이끄는 현 정부 완전 퇴진, 누르술탄 나자르바예프 카자흐스탄 안전보장회의 종신이사장 겸 전 대통령의 완전한 정계 은퇴 등을 요구하였다. 시위대는 다음날까지 시위를 계속 이어가기 위해 텐트와 유르트까지 가져와 설치하였다고 한다. 주변의 다른 지역에서도 악타우의 시위에 참석하기 위한 방문객들이 계속해서 속출하였다.
각지의 시위는 늦은 밤까지도 매일 이어졌으며, 특히 카라간다에서는 경찰은 물론 군인까지 불시에 배치되는 상황 속에서도 수백 명의 시위대가 해산을 거부하고 밤을 지새웠다. 이해 대해서 정부는 가스 가격을 50텡게로 인하하는 방침을 발표하였다. 하지만 정치 개혁과 정부 퇴진 등이 점차 시위대의 요구사항에 포함돼 가는 상황 속에서 사태가 악화될 조짐이 계속 보이고 있다. 악타우 광장을 중심으로 반경 2km의 무선 인터넷 연결이 한 때 일시적으로 차단되었다가 금방 풀렸으며, SNS 상에는 군인들이 많이 탑승한 항공기 2기가 악타우로 보내졌다는 이야기가 나돌았다. 다른 여러 도시에서도 시위가 일어나는 족족 주변 지역 무선 인터넷 연결 속도가 자꾸 느려지거나 아예 끊어지는 현상이 목격되었다. 시위와 관련된 정보를 자주 다루던 웹사이트인 Orda.kz와 KazTAG는 카자흐스탄 영내에서 아예 접속이 차단되고 말았다. 텔레그램, WhatsApp, SignalSignal(메신저) 등의 보안 메신저도 차단되어 VPN 없이는 카자흐스탄 내에서 접속이 아주 불가능한 것으로 알려졌다. 카심조마르트 토카예프 대통령은 트위터를 통해 시위대 측에 대화와 교섭을 적극적으로 강조하였다.

### 1월 5일
이러한 시위의 여파로 아스카르 마민이 이끄는 내각이 총사퇴하고 알리한 스마일로프가 총리 권한대행으로 임명되어 임시내각을 이끌게 되었을 뿐만 아니라 대통령 축출을 시도한 소요사태에 가담한 혐의로 카림 마시모프 카자흐스탄 국가보안위원회 위원장과 사마트 아비쉬 카자흐스탄 국가보안위원회 수석부위원장도 해임되었으며, 예르메크 사김바예프가 새로운 카자흐스탄 국가보안위원회 위원장으로 취임하여 시위에 대응하게 되었다. 이와 함께 반정부 시위를 대통령 축출 미수사건으로 확산시킨 책임을 물어 카심조마르트 토카예프 대통령이 즉각 초대 대통령이자 전직 대통령인 누르술탄 나자르바예프를 자진사퇴 방식으로 카자흐스탄 안전 보장 이사회 종신이사장, 카자흐스탄 민족대회 명예회장, 카자흐스탄 명예상원의원, 카자흐스탄 헌법평의회 종신위원, 튀르크 국가 기구 명예회장, 누르 오탄(현재의 아마나트) 당명예총재, 민족지도자 등 모든 공직에서 전부 강제 해임하여 완전히 퇴임시키고 자신이 카자흐스탄 공화국 안전보장이사회 이사장직을 스스로 정식으로 겸임하며 카자흐스탄 공화국 안전보장이사회를 공식적으로 직접 지휘한다고 선언했다. 다만, 토카예프 본인은 대통령직을 사임하지 않고 수도인 누르술탄에 남을 것이라며, 법률을 어긴 폭도들은 테러리스트로 간주하여 최대한 강경하고 가혹하게 처벌할 것이라고 경고했다.

### 1월 6일
타스 통신에 따르면, 사태는 심각하게 악화되어 악타우 주둔군 및 경찰이 시위대에 합세해 중앙군과 대치하고 있는 것으로 전해졌다. 결국 카자흐스탄 정부는 러시아에게 정식으로 도움을 요청했으며, 러시아 공수군이 집단 안보 조약 기구 평화유지군으로서 카자흐스탄에 파견되었다고 한다. 벨라루스군, 타지키스탄군, 아르메니아군, 키르기스스탄군도 이미 완전히 투입되어 집단 안보 조약 기구의 파견 규모는 2,500명인 것으로 전해졌다. 우즈베키스탄 자원부가 자국 에너지 필요성을 이유로 들어 2022년까지 일시적으로 천연 가스 수출을 중단하겠다고 발표했다. 알마티에서 흰색 렉서스 GS 차량이 도시 여러 곳을 활발하게 돌아다니며 시위대들에게 총기를 나눠주는 영상이 공개됐다. 알마티 전역에서 폭도들이 벌인 약탈이 일어났다. 프랑스로 망명한 카자흐스탄 출신의 반정부인사인 무흐타르 아블랴조프 카자흐스탄 민주선택당 대표는 민중혁명으로 나자르바에프 독재 정권이 종말을 맞이하고 있다고 밝혔다.

### 1월 7일
카심조마르트 토카예프 대통령은 국영TV 연설을 통해 반정부시위대를 테러범, 살인자로 규정하며 절대로 협상하지 않겠다고 천명하고 군과 보안군, 경찰에 경고없는 발포를 명령했다. 카자흐스탄 내무부 발표에 따르면 체포된 인원은 3000명, 진압 과정에서 26명이 즉각 총살되었으며 부상자는 18명이라고 한다. 내무부는 또 "모든 도시의 시정부 청사가 완전히 전부 재탈환되어 사법기관의 통제 하로 들어왔다."고 밝혔다.

### 1월 8일
카자흐스탄의 초대 대통령인 누르술탄 나자르바예프와 아내인 사라 코나카예바와 그의 딸들인 다리가 나자르바예바, 디나라 쿨리바예바, 알리야 나자르바예바와 티무르 쿨리바예프를 포함한 그의 가족들이 나라를 떠나 러시아 모스크바, 벨라루스 민스크, 우즈베키스탄 타슈켄트, 키르기스스탄 비슈케크 또는 아랍에미리트 두바이로 망명했다는 정보가 있었다. 남동생인 볼라트 나자르바예프와 그의 조카들인 카이라트 사티발디, 사마트 아비시만 카자흐스탄 본국에 남아있다고 한다. 불라트의 딸인 알비나 나자르바예바는 영국 옥스포드 대학에 재학하고 있다고 알려져 있다. 카림 마시모프 전 카자흐스탄 국가보안위원회 위원장이 사마트 아비시 등 여러 관리들과 함께 반역죄 등의 혐의로 당국에 의해 전격 체포되어 알마티에서 누르술탄으로 압송되어 구치소에 수감되었다. 나자르바예프 전 대통령과 일가족들은 이번 시위 사태와 관련해 외국으로 도주한 것으로 알려졌으며 이번 대통령 축출 미수사건으로 누르술탄 나자르바예프의 민형사상 종신 면책특권과 금융기밀권, 생명권, 불가침권, 엘바시 칭호 및 카자흐스탄 인민영웅 칭호와 카자흐스탄 노동영웅 칭호가 전부 영구 삭탈당할 것이 유력하고 그의 직계 및 방계가족들과 사돈가문들과 처가친척들과 외가친척들도 민형사상 종신 면책특권과 금융기밀권, 생명권, 불가침권을 전부 영구 말소당할 것으로 보인다.

### 1월 9일
카심조마르트 토카예프 대통령은 시위대와의 충돌에서 '압도적이고 완전한 승리'를 선언했다. 카자흐스탄 정부는 시위에 관여한 5,800명을 구금했으며 사망자는 어린이 2명을 포함해 총 164명으로 최대 도시 알마티에서만 103명이 사망했다.

### 1월 10일
러시아 스푸트니크의 보도에 따르면 엘바시 누르술탄 나자르바예프 전 대통령의 아이도스 유키베이 대변인은 이날 나자르바예프가 스스로 카자흐스탄 안전 보장 이사회 종신이사장직을 공식적으로 포기하고 카심-조마르트 토카예프 현 대통령에게 카자흐스탄 안전 보장 이사회 이사장직을 정식으로 자발적으로 완전히 이양했다고 직접 밝혔다. 유키베이 대변인은 "심각하게 매우 어려운 상황이다. 그러므로 나자르바예프 전 대통령은 폭동과 테러에 국가지도부의 즉시적이고 신속하며 강경하고 비타협적인 대응이 요구된다는 것을 이미 잘 알고 있다"고 설명했다. 그는 현재 나자르바예프 전 대통령이 수도 누르술탄에 있다면서 토카예프 대통령 지원을 확인하고 있다고 밝혔다. 누르술탄 나자르바예프의 아내와 사위와 딸들도 누르술탄에 있다고 밝혔고 외국 망명설은 근거없는 낭설이라고 밝혔다. 중국도 카자흐스탄 상황에 개입할 수 있다는 뜻을 이미 공식적으로 밝혔다. 9일 러시아 <타스> 통신 등의 보도를 종합하면, 상하이협력기구(SCO) 산하 대테러 기구는 카자흐스탄 정부의 요청을 전제로 “지원에 나설 만반의 준비가 돼 있다”고 밝혔다. 상하이협력기구는 아프가니스탄 내전이 이어지던 1996년 4월 중국 주도 아래 러시아·카자흐스탄·키르기스스탄·타지키스탄 등 주변 5개국이 참여해 설립됐으며, 우즈베키스탄(2001년)과 인도·파키스탄(2015년)까지 동참해 회원국이 8개국으로 늘어났다. 중국은 중앙아시아를 관통하는 일대일로(육·해상 실크로드) 사업의 핵심이자 1700km에 이르는 국경을 맞대고 있는 카자흐스탄의 정정이 불안해지면. 자칫 중국 내 신장 자치구로 혼란이 벌질 것을 우려하고 있는 것으로 보인다. 토카예프 대통령은 또 8일 카자흐스탄 안전 보장 이사회 사무차장인 아사막 압디모무노프를 반역죄 공범 혐의로 해임했다고 국영 텔레비전이 보도했다. 압디모무노프는 나자르바예프가 6년 전에 임명한 측근이다. 시위대에 가담한 8000명이 테러 혐의로 구금되었다고 한다. 카심조마르트 토카예프 카자흐스탄 대통령은 대변인을 통해 오는 10일을 ‘국가 애도의 날’로 선포한다고 이날 공식적으로 발표했다. 베릭 울리 대변인은 소셜미디어에 올린 글에서 “카자흐스탄 여러 지역에서 비극적인 사건으로 인해 수많은 사람들이 희생된 것과 관련, 토카예프 대통령은 2022년 1월 10일을 국가 애도의 날로 정식으로 선포하기로 결정했다”고 직접 밝혔다.

### 1월 11일
카심조마르트 토카예프 카자흐스탄 대통령이 '카자흐 사태' 배후로 아프가니스탄·중앙아시아·중동의 무장세력을 직접 지목했다고 AFP통신이 보도했다. 보도에 따르면 토카예프 대통령은 샤를 미셸 유럽연합(EU) 정상회의 상임의장과 전화 통화에서 "이번 사태는 테러 공격으로 의심하지 않을 수 없다"고 공식적으로 말했다. 이어 "무장 시위대 공격은 잘 조직되어 있었다"며 "아프간과 중앙아·중동 국가들에서 온 외국인 전사들이 포함됐다"고 밝혔다. 그는 이들 외국인 무장 세력이 권력을 잡기 위해서 "통제된 혼란 지역"을 만들고자 한다고 비판했다. 그러면서 러시아 중심의 집단안보조약기구(CSTO) 평화유지군은 사태가 완전히 안정화될 때까지 본국에 임시적으로 주둔할 것이라고 덧붙였다. 시위가 정식으로 완전히 전면 종료되었으며, 알마티 공항도 다시 전면 개항되었고 항공편도 완전히 정상화되었다. 시위 종료로 인해 러시아 중심의 집단안보조약기구 평화유지군이 카자흐스탄 영토에서 10일 내로 전부 철수하고 임무를 완료했다. 알리한 스마일로프 국무총리 권한대행이 카자흐스탄 국무총리로 정식으로 임명되었다.

### 1월 19일
0시를 기해 수도 누르술탄 특별시와 최대 도시인 알마티 시 등의 주요 도시에 발령했던 비상사태를 전부 해제했다.

## 영향
전 세계 우라늄 생산량의 1위인 40%를 차치하고 있고 하루 평균 150만 배럴의 석유를 생산하는 카자흐스탄에서 벌어진 시위는 자원의 가격 인상에 영향을 미쳤다. 1월 6일 뉴욕상업거래소에서 2월물 서부텍사스산원유(WTI) 가격은 아전보다 1.61달러(2.07%) 상승한 배럴당 79.46달러로 집계되었다. 런던 ICE선물거래소에서 3월물 브렌트유는 1.19달러(1.5%) 오른 배럴당 81.99달러였다. 이날, 원유 시장은 매수세가 이어졌다. 1월 8일까지 WTI는 4.9% 브렌트유는 5.1% 가격이 올랐다. RBC캐피털마켓의 헬리마 크로프트 글로벌 원자재전략 본부장은 "카자흐스탄이 또 다른 공급차질 위험을 상징한다"며 "사회소요 사태의 진앙이 카자흐스탄 서쪽에 위치한 원유허브지역 텡기스 유정에 인접해 있다"고 말했다. 파운드당 우라늄 가격은 1월 5일 하루 만에 8% 가까이 상승했다. 비트코인의 가격도 떨어졌다. 1월 7일 오후 2시, 비트코인은 전날 대비 3.32% 떨어진 4만1642달러에 거래되었다. 미국에 이어 세계 비트코인 생산량 2위인 카자흐스탄에서의 시위로 한때 인터넷이 차단되어 현지 비트코인 채굴업자 중 약 15%의 채굴이 중단되었다. 가상화폐 시장에서 채굴 능력 측정에 쓰이는 지표인 '해시레이트'는 10%이상 하락했다.
비록 대통령 퇴임, 정권 교체 등의 가시적인 성과를 거의 내지는 못했으나, 카자흐스탄 정치에 아무런 영향이 없었던 것은 전혀 아니다. 이 시위로 인해서 전임자인 누르술탄 나자르바예프는 여당인 누르 오탄 내에서 영향력을 완전히 상실했고, 카자흐스탄 민족대회 회장직과 카자흐스탄 안전 보장 이사회 이사장직이 카심조마르트 토카예프 대통령에게 정식으로 완전히 넘어갔으며, 빠르게 당권과 권력을 장악한 카심조마르트 토카예프 대통령은 즉시 헌법개정을 추진한다고 밝혔다. 이 사태 이후 카자흐스탄은 시위의 시발점이었던 서부 일대 개발에 나선다. 시위대의 방화로 불에 탄 초대 대통령 관저가 흔적없이 철거되고 공원으로 바뀐다. 2022년 3월 1일부터 당총재인 카심조마르트 대통령의 주도로 조국의 빛이라고 불리는 누르 오탄을 선조들의 언약을 의미하는 아마나트로 집권여당의 당명을 정식으로 변경해서 오늘에 이르고 있다. 2022년 3월 16일 발표된 헌법개정 추진 방향은 다소 파격적이다. 대통령 권한 축소, 헌법재판소 신설, 전현직 대통령의 집권여당 당직 겸직 금지, 하원 권력 강화, 상원 권력 축소, 대통령 친인척의 고위직 임명 금지, 시장과 부시장의 정당 당직 금지, 야당의 정치 참여 확대를 위한 선거제도 개혁 등이 담겨있다. 그러면서 카자흐스탄 제2공화국을 표방하는 것으로 보아, 이번 시위가 계기가 되어 본격적인 민주화의 길로 들어서게 되는 것으로 보인다. 러시아는 이 사태를 통해서 잘못된 교훈을 얻었는데, 공수군 대량 투입으로 위압감을 준 것이 사태의 조속한 해결에 도움이 되었다고 생각한 것이다. 이 방법을 우크라이나에 전쟁을 일으키면서 그대로 써먹었는데, 볼로디미르 젤렌스키 대통령이 도망치기는커녕 키이우에 그대로 남아서 항전을 독려하고, 이에 호응한 우크라이나 민군이 일치단결로 합심해서 맞서자, 공수부대의 약점인 낮은 공격력 및 방어력, 전투 지속력이 그대로 드러나서 막대한 피해를 입고 전쟁은 장기화되었다. 러시아 연방군의 졸전이 확실하게 맞다는 것을 증명해준 것이다. 7월. 카자흐스탄 반정부 시위 가담자 545명 유죄 판결을 받았다. 9월 1일 카심조마르트 토카예프 카자흐스탄 대통령은 시위 참가자 전원 사면과 석방을 발표했다. 그러나 테러범과 살인범은 사면하지 않겠다고 밝혔으며, 대통령의 임기를 현행 5년 중임제에서 7년 단임제로의 실질적 단축하고, 대통령의 권한을 축소하는 파격적인 정치 개혁안을 발표했다. 이와 더불어 정계 개편을 위해 각각 2024년과 2025년으로 예정된 대선과 총선을 앞당겨 조기에 치르는 것을 제안했다.

## 폭력
1월 5일, 알마티 당국은 시위 여파로 400개 이상에 달하는 기업이 피해를 입었고, 200명이 체포되었다고 보고했다. 아티라우의 경찰이 시위대를 향해 발포해 최소 1명이 사망했다. 정부는 1월 5일에 경찰관 8명이 사망하고 317명이 부상했다고 보고했다. 프랑스 AFP 통신이 전한 보고서에 따르면, 시위대 수십명이 사망했다고 한다. 러시아 TASS 통신은 알마티 공화국 광장 근처에서 벌어진 격렬한 총격전 장면을 방송했다. 1월 6일에는 작전이 이루어지는 동안 시위대 수십명이 사망했고 보안군 사망자는 18명으로 늘었다. 현지 당국에 따르면, 보안책임자 2명이 목이 잘린 채 발견되었다.
1월 7일, 카심조마르트 토카예프 카자흐스탄 대통령은 군과 법 집행 기관에 시위대를 향해 경고 없이 발포하라는 명령을 지시했다고 말했다.
1월 19일까지 2022년 카자흐스탄 시위로 발생한 사망자 숫자는 238명에 달한 것으로 알려졌다.

## 반응

### 국제
- 집단 안보 조약 기구

카자흐스탄 정부의 공식 요청에 따라 러시아군, 아르메니아군, 키르기스스탄군, 벨라루스군, 타지키스탄군 등이 포함된 집단안보조약기구(CSTO) 소속 평화유지군이 카자흐스탄으로 파견될 것이라고 니콜 파시냔 총리가 자신의 페이스북에서 밝혔다. 그는 "카심조마르트 토카예프 카자흐스탄 대통령의 요청과 특히 외세의 간섭에 따른 카자흐스탄 국가 안보·주권의 위협을 고려해 집단 안보 조약 기구는 집단안전보장조약에 의거해 카자흐스탄의 안정과 정상화를 위해 집단평화유지군을 임시로 파병하기로 했다"고 직접 말했다.
- 러시아

러시아는 집단안보조약기구 평화유지군 파병 결정을 주도했고, 러시아 외무부는 '최근 카자흐스탄 사태는 훈련되고 조직화된 무장단체를 이용해 국가의 안보와 통합성을 무력으로 훼손하려는 외국 세력의 불온한 시도'라고 주장하며 공수부대 파견의 정당성을 설명했다. 일부 러시아 매체들은 미국이 우크라이나에서 러시아의 관심을 돌리기 위해 카자흐스탄에서 시위를 선동했다는 엉터리 미국 배후설을 제기했다.
- 아르메니아

아르메니아의 니콜 파시냔 총리의 평화유지군 파견 발표는 집단안보조약기구 의장 자격으로 정식으로 직접 발표한 것이지만, 일단 파시냔 본인도 민주화 시위의 결과로 독재자 세르지 사르키샨을 퇴출시키고 집권한 인물이며, CSTO가 아제르바이잔과의 전쟁 때 아르메니아를 거의 지원하지 않았기 때문에 아르메니아 국내에서 평화유지군 파견 발표는 쓰라린 아이러니로 받아들여졌다. 일각에서는 만약 아르메니아에서도 민주화 시위가 일어나면 파시냔이 CSTO에 도움을 요청하는 것이 아니냐는 우려도 있었다.
- 키르기스스탄

키르기스스탄에서는 최고회의 투표에서 재적 76명 중 69명의 찬성으로 파병이 승인되었지만, 일부 최고회의 의원은 이에 맹렬하게 반대했고 수십여 명의 시위대가 최고회의 의사당 앞에서 격렬한 반대 시위를 열기도 하였다. 파병을 반대한 다스탄 베케셰프 최고회의 의원은 카자흐스탄 정부가 시위대를 '테러리스트'라고 규정하고 있기 때문에 이러한 용어가 시위를 통해 집권한 사디르 자파로프 대통령의 지지자들에게도 자동으로 적용될 수 있음을 지적했다.
- 대한민국

대한민국 외교부는 홈페이지를 통해서 비상사태 발령과 관련한 안전 공지를 신속하게 전파하고 알마티 시내의 도심 출입 자제를 정식으로 요청했다. 이후로도 현지 공관과 함께 비상 연락체계를 강화하고 재외국민 안전 확보를 위해 필요한 조처를 할 예정이며, 알마티 국제공항에 발이 묶였던 아시아나항공 승객들과 승무원들은 호텔과 자택으로 즉시 귀가조치되었다고 밝혔다.
외교부 발표에 따르면, 1월 8일까지 교민 피해는 없었다고 한다, 또한 폭력이 종식과 사회질서와 안정을 회복을 바란다는 이야기도 남겼다. "정부는 카자흐스탄 정세를 면밀히 주시하면서 재외국민의 안전을 위해 필요한 지원과 조치를 계속 취해 나갈 것"이라 덧붙였다.
- 미국

1월 5일 젠 사키 백악관 대변인은 '미국이 이 시위에 배후에 있다'는 러시아 언론의 주장에 대해 'crazy Russian claims'라는 표현을 써가며 격렬하게 반박했다. 'crazy Russian claims'는 러시아의 미친 주장이라는 뜻이다. 따라서 이러한 주장은 러시아의 정보전 중의 하나로 간주된다. 1월 6일에 미국측은 카자흐스탄에 파견된 러시아군과 관련해 카자흐스탄의 주요 기관들을 통째로 장악할 것을 우려하고 있다고 밝혔다. 1월 7일에 미국 국무부는 알마티 주재 총영사관 직원과 가족들이 자발적으로 전원 철수할 수 있도록 했다.
- 중화인민공화국

시진핑 중국 국가주석 겸 중국공산당 총서기는 카심-조마르트 토카예프 카자흐스탄 대통령에게 보낸 구두 메시지에서 이번 사태와 관련해 위로를 표명하면서 시진핑 중국 국가주석 겸 중국공산당 총서기는 이어서 "중요한 시기에 단호하고 엄격하게 강력한 조치를 취해 사태를 신속히 수습한 것은 정치인으로서의 책임과 임무, 국가와 인민에 대해 고도의 책임감 있는 입장"이라고 평가하며 카자흐스탄 정부의 조치에 대한 지지 입장을 적극적으로 표명했다. 또한 어떤 세력이든 카자흐스탄의 안정을 파괴하고 안보를 위협하는 것과 카자흐스탄 국민의 평온한 생활을 파괴하는 것, 외국 세력이 카자흐스탄의 동요를 조장하고 '색깔혁명'을 책동하는 것, 중국-카자흐스탄의 우호를 파괴하고 양국 협력을 방해하려는 기도에 결연히 반대한다고 강경하게 부연했다.
- 유럽 연합

우르줄라 폰데어라이엔 유럽연합 집행위원회 위원장이 에마뉘엘 마크롱 프랑스 대통령과 함께 개최한 공동기자회견에서 "카자흐스탄의 상황이 매우 심각하고 우려스럽다"며 이같이 밝혔다.
- 독일

독일도 이날 “폭력은 결단코 적절한 대응이 전혀 될 수가 없다”는 입장을 밝혔다. 크리스테인 호프만 독일 정부 대변인은 공식 성명을 통해서 “독일 정부는 커다란 우려와 관심을 가지고 카자흐스탄의 폭력 사태를 주시하고 있다”며 “폭력이 적절한 대응이 될 수 없다고 100% 확신한다”고 말했다. 그는 카자흐스탄에 러시아가 주도하는 집단안보조약기구(CSTO) 평화유지군이 임시로 파견된 것을 인지하고 있다며 “모든 당사국들에게 상황을 진정시키고 평화적인 해결책을 도모할 것을 즉각적으로 촉구한다”고 직접 덧붙였다.
- 바티칸 시국

교황 프란치스코는 카자흐스탄에서 폭력 사태를 중단하기 위한 대화를 정식으로 직접 촉구했다.
- 튀르크 평의회

튀르크 평의회는 카자흐스탄 유혈 사태 희생자를 추모하고 애도하기 위해 조기를 정식으로 게양했다.
- 헝가리

오르반 빅토르 헝가리 총리가 카자흐스탄 유혈 사태와 관련하여 카자흐스탄 정부에 연대를 정식으로 표명했다고 로이터통신이 시야르토 페테르 헝가리 외교부 장관을 인용해 보도했다. 보도에 따르면 시야르토 장관은 이날 오르반 국무총리와 카심조마르트 토카예프 카자흐스탄 대통령 간 회상 회담이 끝나고 자신의 사회관계망서비스(SNS)를 통해 이같이 직접 밝혔다. 시야르토 장관은 "오르반 총리는 카자흐스탄 사태로 사상자가 발생한 데 대해 애도와 연대를 공식적으로 표했다"며 "물론 우리는 도움을 제공했다"고 전했다. 헝가리는 카자흐스탄, 터키 등과 함께 튀르크어 사용국 모임인 '튀르크 평의회'(OTS) 소속이다.

## 아시아나항공 승객 고립
아시아나항공 OZ577편(서울→알마티)을 운항하던 HL8364가 알마티 국제공항에 도착한 직후, 해당 시위로 인해 승객 70여 명과 승무원이 서울공항과 인천국제공항로 돌아가는 복편을 이용하지 못해서 공항에서 발이 순식간에 일시적으로 묶였다. HL8364도 나머지 일정을 소화하지 못하는 등 향후 항공기의 비행일정 또한 무더기로 차질이 빚어졌다. 나중에 완전히 풀려졌다.

## 같이 보기
- 2018년~2020년 카자흐스탄 시위